# Robin Berchiatti
Robin Berchiatti (2005) es un deportista francés que compite en ciclismo en la modalidad de trials. Ganó tres medallas de plata en el Campeonato Mundial de Ciclismo Urbano entre los años 2022 y 2024, en la prueba de equipo mixto.

## Palmarés internacional
| Campeonato Mundial | Campeonato Mundial    | Campeonato Mundial | Campeonato Mundial |
| Año                | Lugar                 | Medalla            | Competición        |
| ------------------ | --------------------- | ------------------ | ------------------ |
| 2022               | Abu Dabi (EAU)        | Medalla de plata   | Equipo mixto       |
| 2023               | Glasgow (Reino Unido) | Medalla de plata   | Equipo mixto       |
| 2024               | Abu Dabi (EAU)        | Medalla de plata   | Equipo mixto       |